# Красная Яблонь
Красная Яблонь — деревня в Гороховецком районе Владимирской области России, входит в состав Денисовского сельского поселения.

## География
Деревня расположена в 14 км на восток от центра поселения посёлка Пролетарский и в 23 км на юго-запад от Гороховца.

## История
По переписным книгам 1678 года деревня входила в состав Вознесенского прихода и принадлежала С. Языкову и И. Соловьеву, в ней было 9 дворов крестьянских и 9 бобыльских. 
В XIX — первой четверти XX века деревня входила в состав Кожинской волости Гороховецкого уезда, с 1926 года — в составе Гороховецкой волости Вязниковского уезда. В 1859 году в деревне числилось 30 дворов, в 1905 году — 59 дворов, в 1926 году — 47 дворов.
С 1929 года деревня являлась центром Краснояблонского сельсовета Гороховецкого района, с 1954 года — в составе Чулковского сельсовета, с 2005 года в составе Денисовского сельского поселения.

## Население
| 1859 | 1905 | 1926 | 2002 | 2010 | 2021 |
| ---- | ---- | ---- | ---- | ---- | ---- |
| 258  | ↗260 | ↘223 | ↘17  | ↘5   | ↘4   |